# Alfredo Elli
Alfredo Elli (?? - 30 de septiembre de 1975) fue un exfutbolista argentino que se desempeñaba como centrocampista.

## Clubes
| Club         | País      | Año         |
| ------------ | --------- | ----------- |
| River Plate  | Argentina | 1914 - 1915 |
| Boca Juniors | Argentina | 1916 - 1928 |

## Estadísticas
Datos actualizados al fin de la carrera deportiva.
| River Plate Argentina |               |               |     |    |    |   |   |     |     |   |
| 1.ª | 1914          | 5             | 0   | 4  | 0  | - | - | 9   | 0   |   |
| 1.ª | 1915          | 9             | 0   | 3  | 0  | - | - | 12  | 0   |   |
| Total club | Total club    | 14            | 0   | 7  | 0  | 0 | 0 | 21  | 0   |   |
| Boca Juniors Argentina |               |               |     |    |    |   |   |     |     |   |
| 1.ª | 1916          | 21            | 0   | 5  | 0  | - | - | 26  | 0   |   |
| 1.ª | 1917          | 18            | 0   | 5  | 0  | - | - | 23  | 0   |   |
| 1.ª | 1918          | 18            | 0   | 5  | 0  | - | - | 23  | 0   |   |
| 1.ª | 1919          | 8             | 1   | 4  | 0  | 1 | 0 | 13  | 1   |   |
| 1.ª | 1920          | 14            | 1   | 8  | 0  | 2 | 0 | 24  | 1   |   |
| 1.ª | 1921          | 16            | 1   | 1  | 0  | - | - | 17  | 1   |   |
| 1.ª | 1922          | 14            | 1   | -  | -  | - | - | 14  | 1   |   |
| 1.ª | 1923          | 29            | 0   | 1  | 0  | - | - | 30  | 0   |   |
| 1.ª | 1924          | 16            | 2   | 1  | 0  | - | - | 17  | 2   |   |
| 1.ª | 1925          | 7             | 1   | 6  | 1  | - | - | 13  | 2   |   |
| 1.ª | 1926          | 8             | 1   | 3  | 0  | - | - | 11  | 1   |   |
| 1.ª | 1927          | 2             | 0   | -  | -  | - | - | 2   | 0   |   |
| 1.ª | 1928          | 4             | 0   | -  | -  | - | - | 4   | 0   |   |
| Total club | Total club    | 175           | 8   | 39 | 1  | 3 | 0 | 217 | 9   |   |
| Total carrera | Total carrera | Total carrera | 189 | 8  | 46 | 1 | 3 | 0   | 238 | 9 |
| (1) Incluye datos de la Copa de Competencia Jockey Club, Copa de Honor, Copa Carlos Ibarguren, Copa Estímulo, Campeonato Porteño. (2) Incluye datos de la Copa Aldao, Copa de Honor Cousenier. (3) No incluye goles en partidos amistosos. |               |               |     |    |    |   |   |     |     |   |

## Títulos

### Campeonatos nacionales
| Título                        | Club         | País      | Año  |
| ----------------------------- | ------------ | --------- | ---- |
| Copa Competencia              | River Plate  | Argentina | 1914 |
| Primera División de Argentina | Boca Juniors | Argentina | 1919 |
| Copa Competencia              | Boca Juniors | Argentina | 1919 |
| Copa Ibarguren                | Boca Juniors | Argentina | 1919 |
| Primera División de Argentina | Boca Juniors | Argentina | 1920 |
| Primera División de Argentina | Boca Juniors | Argentina | 1923 |
| Copa Ibarguren                | Boca Juniors | Argentina | 1923 |
| Primera División de Argentina | Boca Juniors | Argentina | 1924 |
| Copa Ibarguren                | Boca Juniors | Argentina | 1924 |
| Copa Competencia              | Boca Juniors | Argentina | 1925 |
| Copa de Honor                 | Boca Juniors | Argentina | 1925 |
| Primera División de Argentina | Boca Juniors | Argentina | 1926 |
| Copa Estímulo                 | Boca Juniors | Argentina | 1926 |

### Campeonatos internacionales
| Título                  | Club                | País      | Año  |
| ----------------------- | ------------------- | --------- | ---- |
| Cup Tie Competition     | River Plate         | Argentina | 1914 |
| Cup Tie Competition     | Boca Juniors        | Argentina | 1919 |
| Copa de Honor Cousenier | Boca Juniors        | Argentina | 1920 |
| Campeonato Sudamericano | Selección Argentina | Argentina | 1921 |